# Florida (Colombia)
Florida è un comune della Colombia facente parte del dipartimento di Valle del Cauca.
L'abitato venne fondato da Pantaleon Bedoya e José Joaquín Echeverry nel 1825.